# James Athanasius Weisheipl
James Athansius Weisheipl, född 3 juli 1923 i Oshkosh, Wisconsin, död 3 december 1985 i Saskatoon, Saskatchewan, var en amerikansk romersk-katolsk präst inom dominikanorden, filosof och författare. Weisheipl är författare till ett flertal böcker om medeltidens skolastiska filosofi, bland annat en omfattande biografi om Thomas av Aquino.